# Szczelina w Kruchej Turni
Szczelina w Kruchej Turni – schron jaskiniowy w Kruchej Turni w środkowych partiach Doliny Kobylańskiej na Wyżynie Olkuskiej będącej częścią Wyżyny Krakowsko-Częstochowskiej. Administracyjnie znajduje się w granicach wsi Kobylany, w gminie Zabierzów, powiecie krakowskim, województwie małopolskim

## Opis obiektu
Jest to szczelina przebijająca skałę na wylot. Ma 3 otwory; jeden wschodni i dwa zachodnie. Powstała w wapieniach górnej jury. Nie ma szaty naciekowej, jest sucha, w całości oświetlona i poddana wpływom środowiska zewnętrznego. Spąg pokrywa drobny rumosz skalny.
Dokumentację i plan jaskini sporządził J. Nowak 24 maja 2003 r., pomiary wykonali J. Nowak i J. Ślusarczyk. Opis jaskini opublikował J. Nowak w 2004 r.

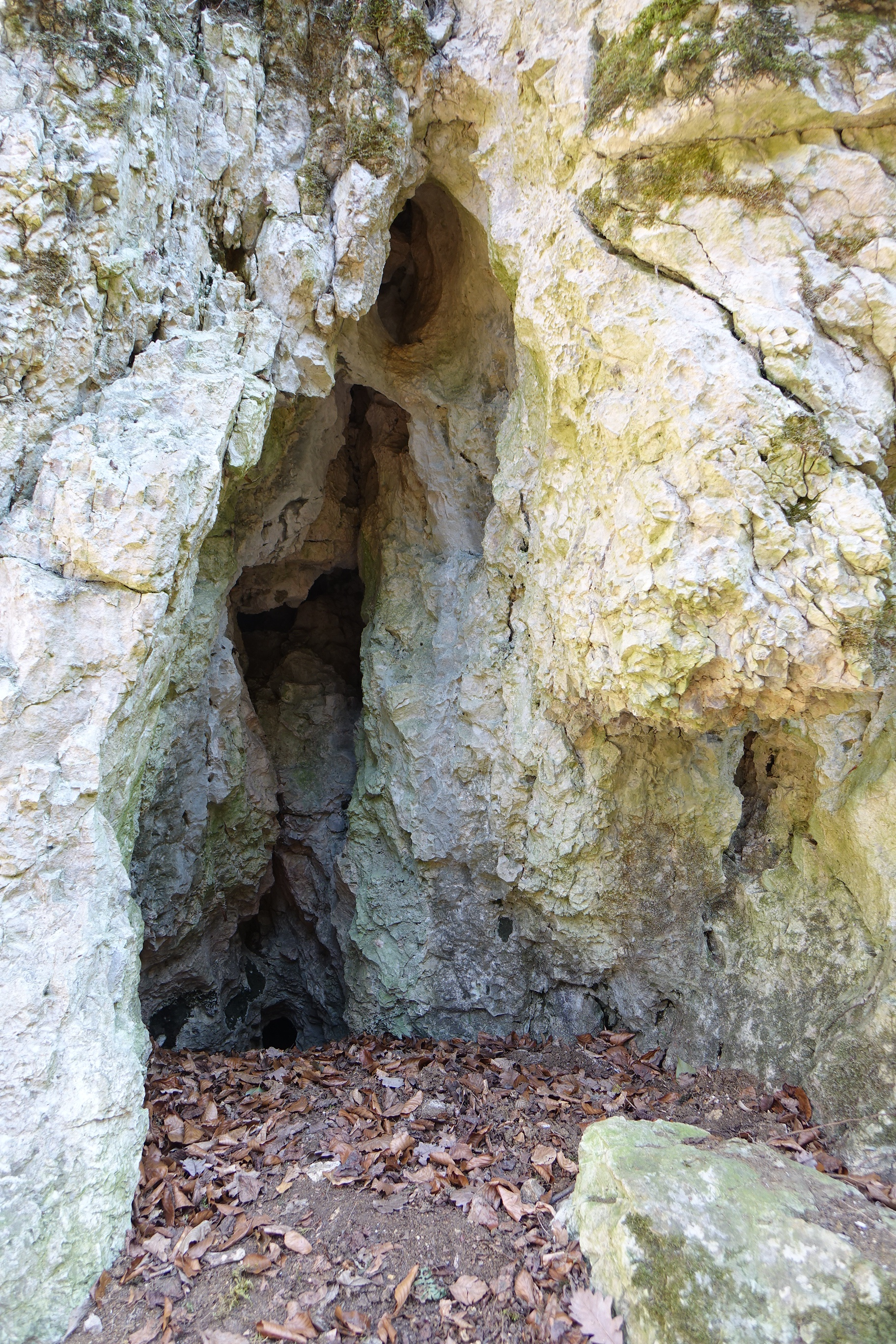
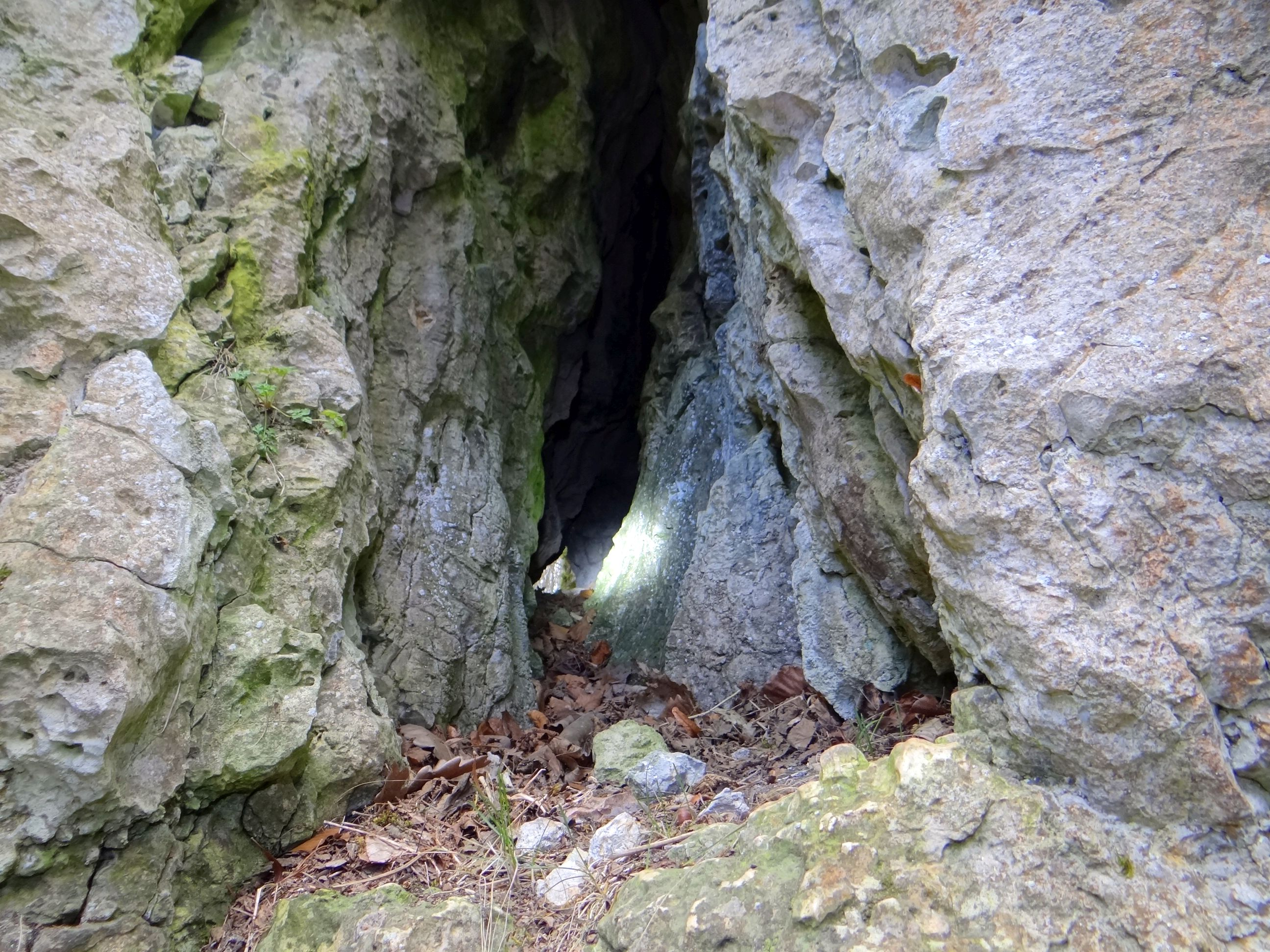